# 교카이마에역
교카이마에역(일본어: 教会前駅)은 일본 도쿠시마현 나루토시에 위치한 시코쿠 여객철도 나루토 선의 철도역이다. 역 번호는 N07이며, 단선 승강장 1면 1선의 구조를 갖춘 지상역이다.

## 역 주변
- 국도 제11호선
- 고베 아와지 나루토 자동차도 나루토 나들목

## 역사
- 1924년 1월 1일 : 아와 전기 궤도 의 덴리쿄카이마에 정류장으로서 개업.
- 1926년 : 교카이마에 정류장으로 개칭.
- 1933년 7월 1일 : 아와 철도 국유화. 동시에 정거장으로 한다.
- 1984년 4월 1일 : 일본국유철도 분할 민영화에 의해, 시코쿠 여객철도가 승계.

## 인접 역
| 시코쿠 여객철도             | 시코쿠 여객철도 | 시코쿠 여객철도               |
| --------------------------- | --------------- | ----------------------------- |
| N 08 곤피라마에 나루토 방면 | 나루토 선       | 다쓰미치 N 06 아와이케다 방면 |